# Sali (Waffe)
Die Sali-Keule  ist eine Schlagwaffe der Bewohner der Fidschi-Inseln.

## Beschreibung
Die Sali-Keule besteht aus Holz. Sie ist am Schaft rund und wird zum Schlagkopf hin breiter und ist leicht gebogen. Der Schlagkopf ist im Querschnitt oval und an einer Seite mit einem ausgeschnitzten, spitzovalen Sporn versehen. Der Schlagkopf ist mit traditionellen Schnitzereien verziert. Die Sali-Keule wird von den Bewohnern der Fidschi-Inseln benutzt.